# Птихопарииды
Птихопарииды (лат. Ptychopariida) (лат.) — отряд трилобитов.
Существовали Ptychopariida с раннего кембрия по конец девона. Они характеризуются различными путями развития. Торакс имел от 5 до 42 сегментов. Большинство птихопариид владели опистопариевыми лицевыми швами, некоторые имели краевые (маргинальные) или пропариевые швы. Глабелла обычно сужалась впереди, но здесь были варианты. Древние формы обладали большим тораксом и маленьким пигидием, но у дальнейших форм число туловищных сегментов уменьшалось, а пигидий увеличивался. Роды Olenus, Elrathia, Cryptolithus, Asaphiscus и Illaenus являются типичными представителями Ptychopariida.
Многие древние птихопарииды очень схожи с Redlichiida, от которых они, вероятно, происходят. В свою очередь, Ptychopariida, пожалуй, дали начало большинству посткембрийских трилобитов, исключая Agnostida, существовавшие с раннего кембрия.

## Классификация
Отряд Ptychopariida
- Подотряд Olenina
  - Семейство Olenidae
- Подотряд Ptychopariina
  - Надсемейство Ellipsocephaloidea
    - Семейство Agraulidae
    - Семейство Aldonaiidae
    - Семейство Bigotinidae
    - Семейство Chengkouiidae
    - Семейство Ellipsocephalidae
    - Семейство Estaingiidae
    - Семейство Palaeolenidae
    - Семейство Yunnanocephalidae

  - Надсемейство Ptychoparioidea
    - Семейство Acrocephalitidae
    - Семейство Alokistocaridae
    - Семейство Antagmidae
    - Семейство Asaphiscidae
    - Семейство Atopidae
    - Семейство Bolaspididae
    - Семейство Cedariidae
    - Семейство Changshaniidae
    - Семейство Conocoryphidae
    - Семейство Conokephalinidae
    - Семейство Crepicephalidae
    - Семейство Diceratocephalidae
    - Семейство Elviniidae
    - Семейство Eulomidae
    - Семейство Holocephalinidae
    - Семейство Ignotogregatidae
    - Семейство Inouyiidae
    - Семейство Isocolidae
    - Семейство Kingstoniidae
    - Семейство Liostracinidae
    - Семейство Llanoaspididae
    - Семейство Lonchocephalidae
    - Семейство Lorenzellidae
    - Семейство Mapaniidae
    - Семейство Marjumiidae
    - Семейство Menomoniidae
    - Семейство Nepeidae
    - Семейство Norwoodiidae
    - Семейство Papyriaspididae
    - Семейство Phylacteridae
    - Семейство Proasaphiscidae
    - Семейство Ptychopariidae
    - Семейство Shumardiidae
    - Семейство Solenopleuridae
    - Семейство Tricrepicephalidae
    - Семейство Utiidae
    - Семейство Wuaniidae
- Подотряд incertae sedis
  - Семейство Avoninidae
  - Семейство Catillicephalidae
  - Семейство Ityophoridae
  - Семейство Plethopeltidae

## Галерея

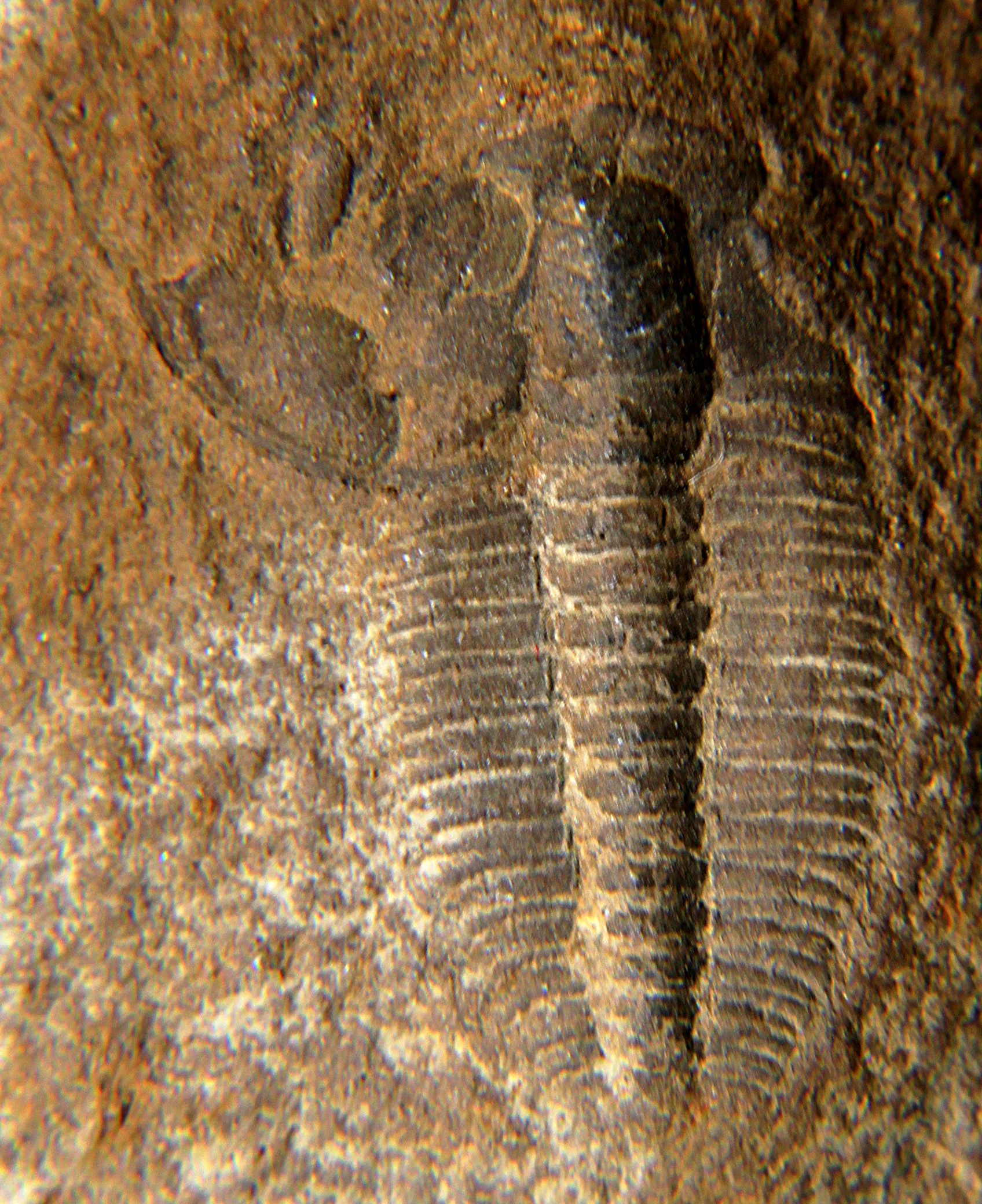
Olenus micrurus
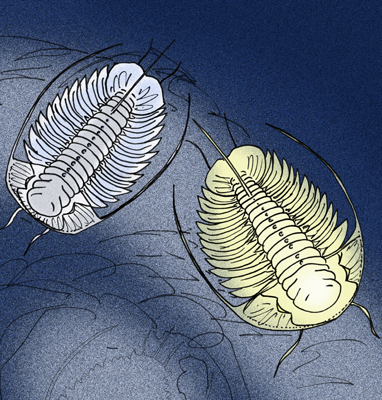
Два вида Balnibarbi
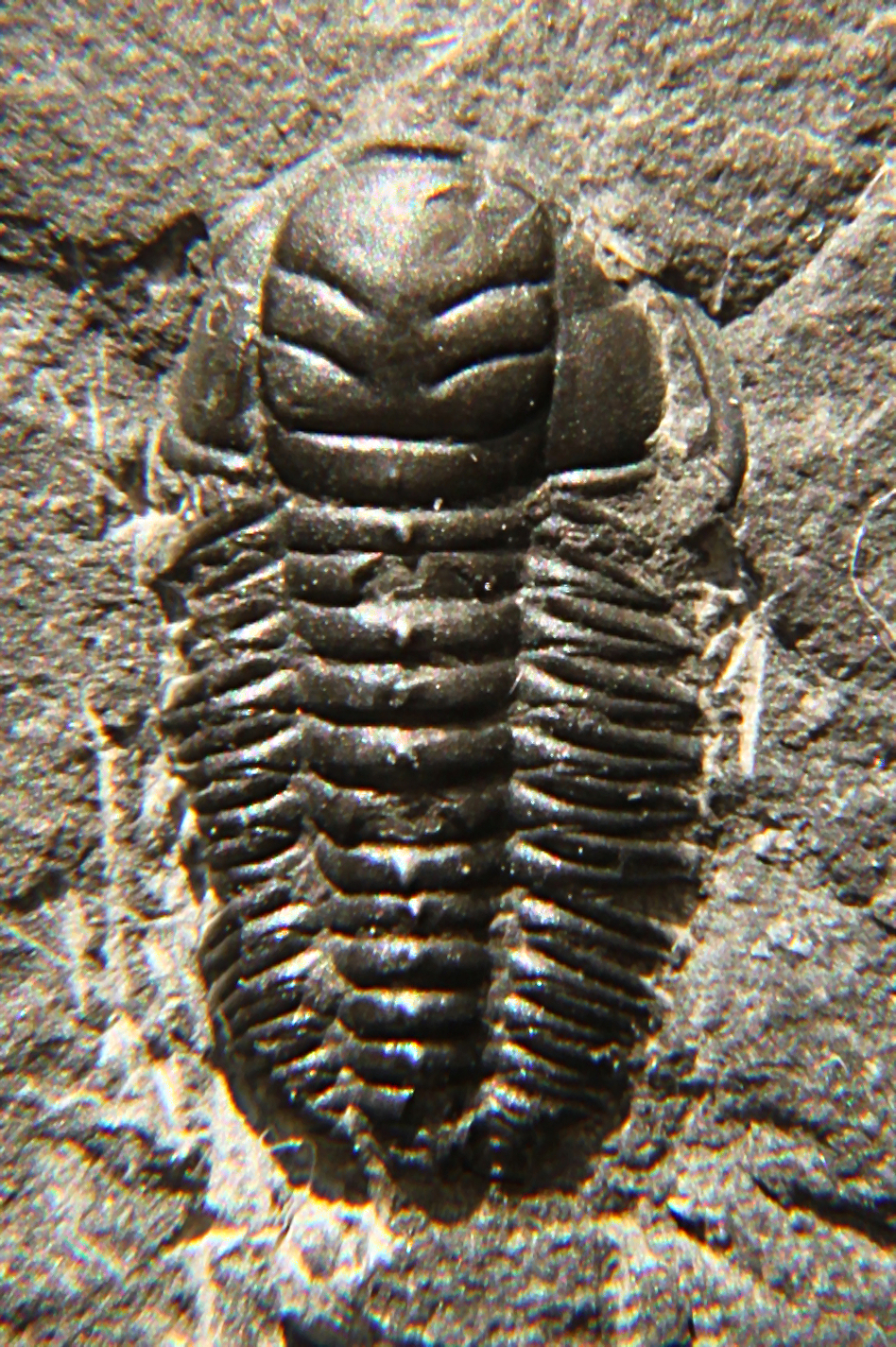
Triarthrus eatoni
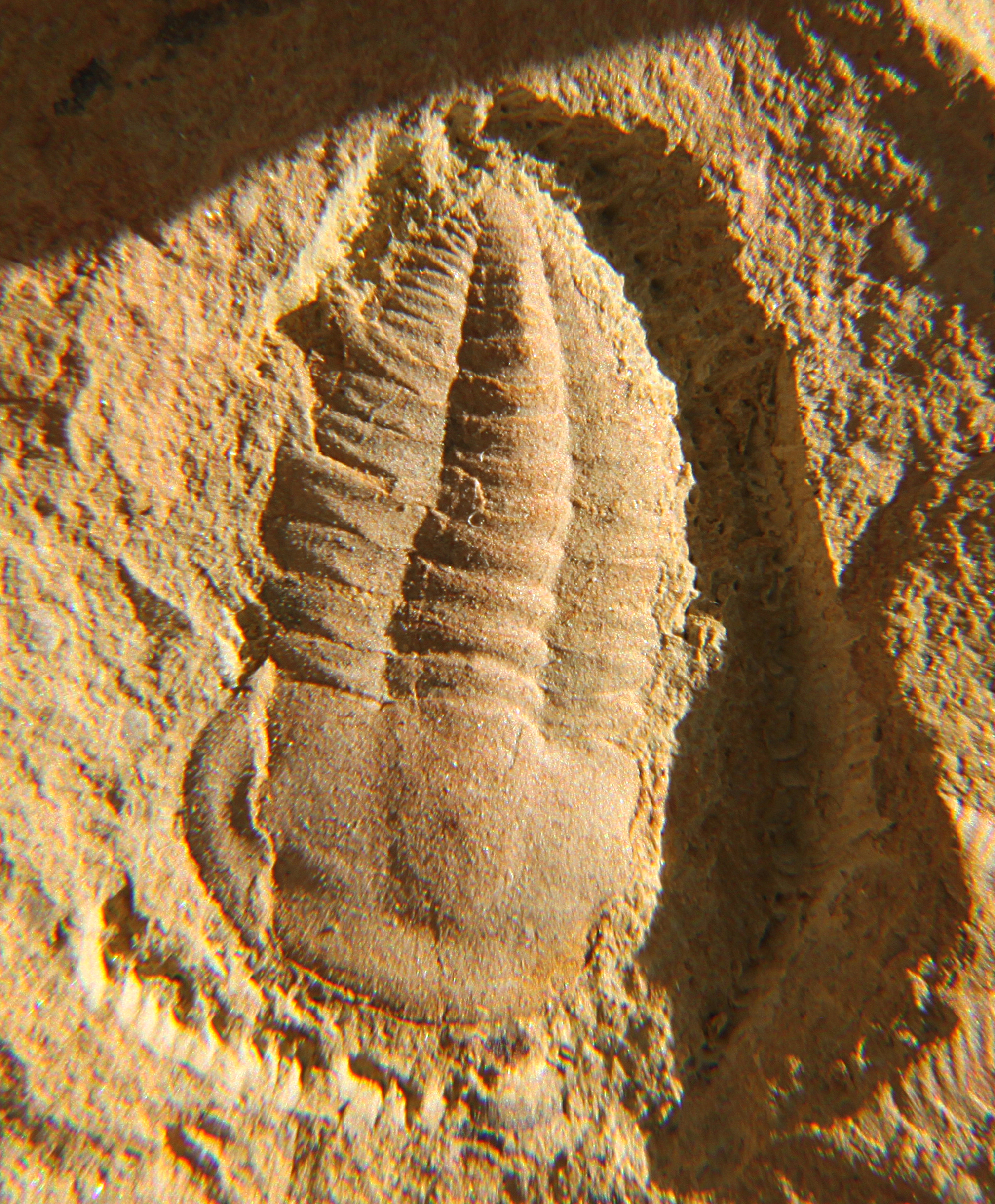
Yunnanocephalus yunnanensis
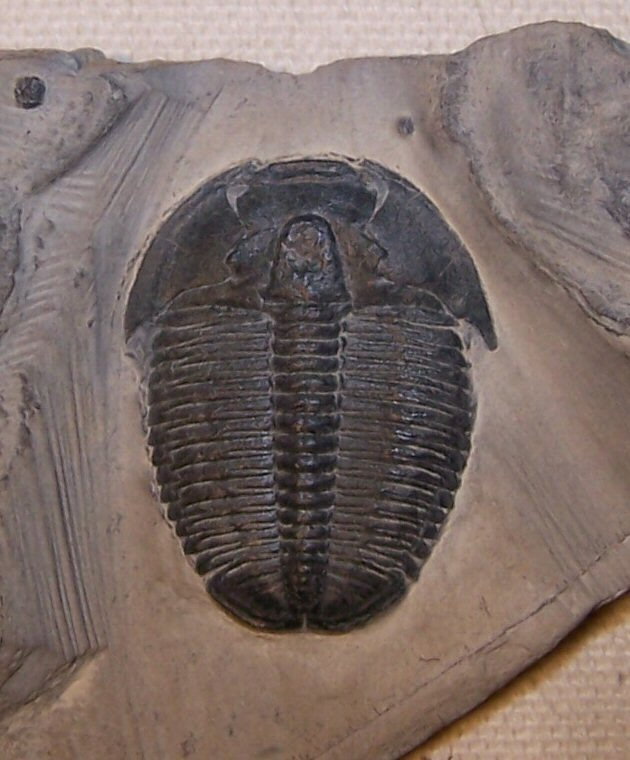
Elrathia kingii
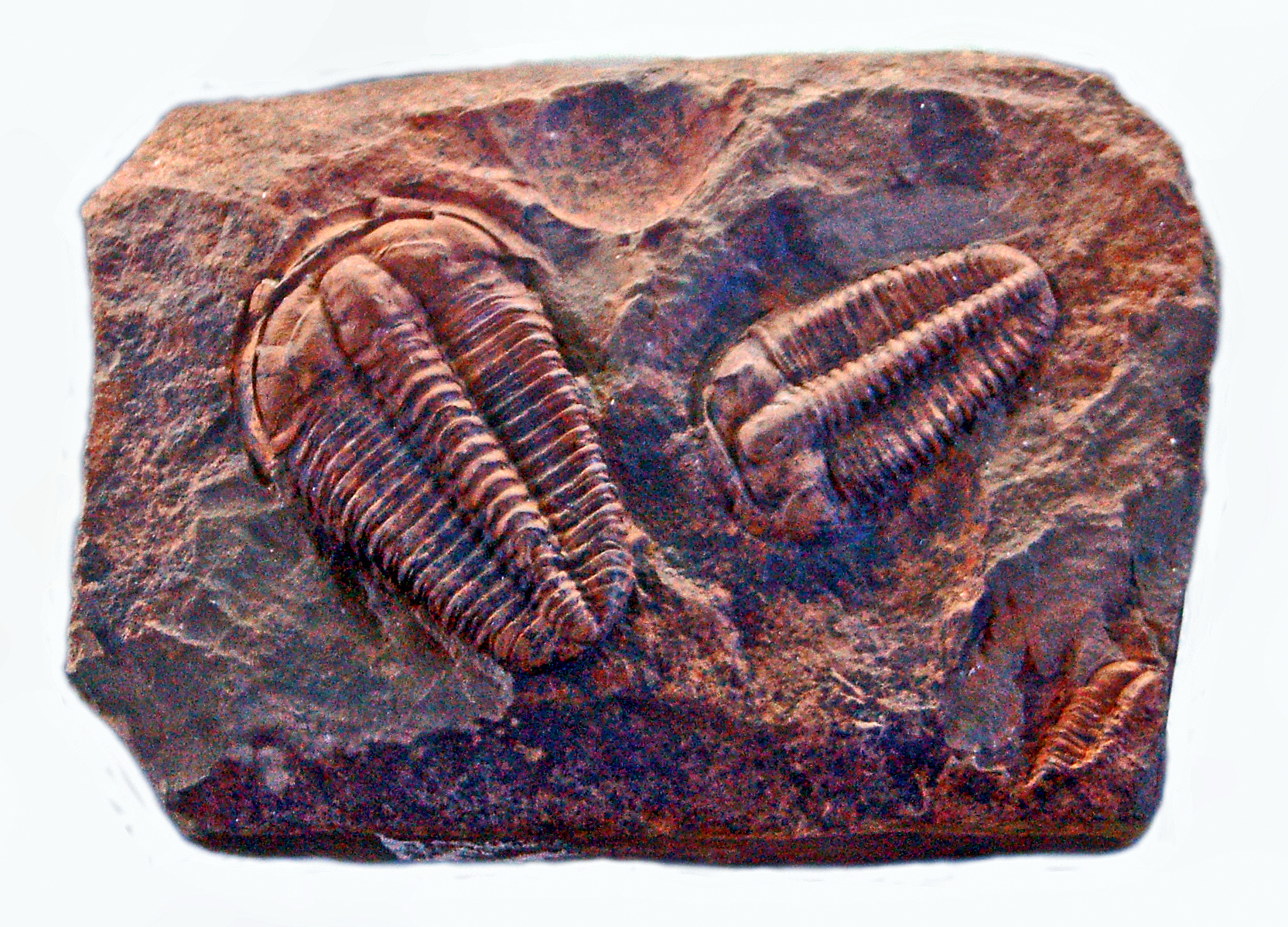
Ptychoparia striata